# الیزابت آراگون
الیزابت آراگون (انگلیسی: Elizabeth of Aragon؛ ۱۲۷۱ – ۴ ژوئیه ۱۳۳۶)، ملکه هم‌نشین پرتغال از سال ۱۲۸۲ تا ۱۳۲۵ میلادی بود.